# Phyllostegia parviflora
Phyllostegia parviflora är en kransblommig växtart som först beskrevs av Charles Gaudichaud-Beaupré, och fick sitt nu gällande namn av George Bentham. Phyllostegia parviflora ingår i släktet Phyllostegia och familjen kransblommiga växter.

## Underarter
Arten delas in i följande underarter:
- P. p. glabriuscula
- P. p. lydgatei
- P. p. parviflora

## Bildgalleri

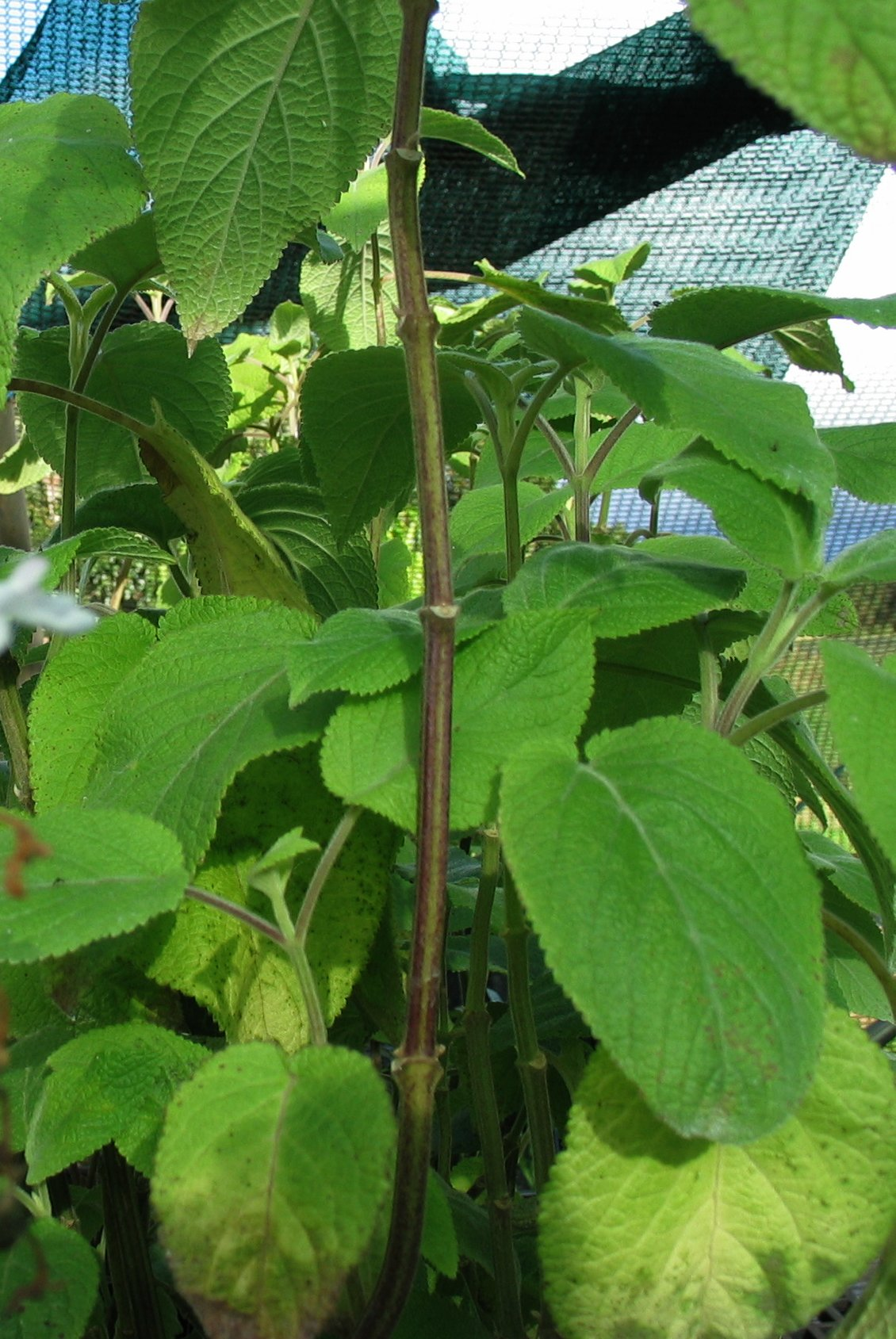
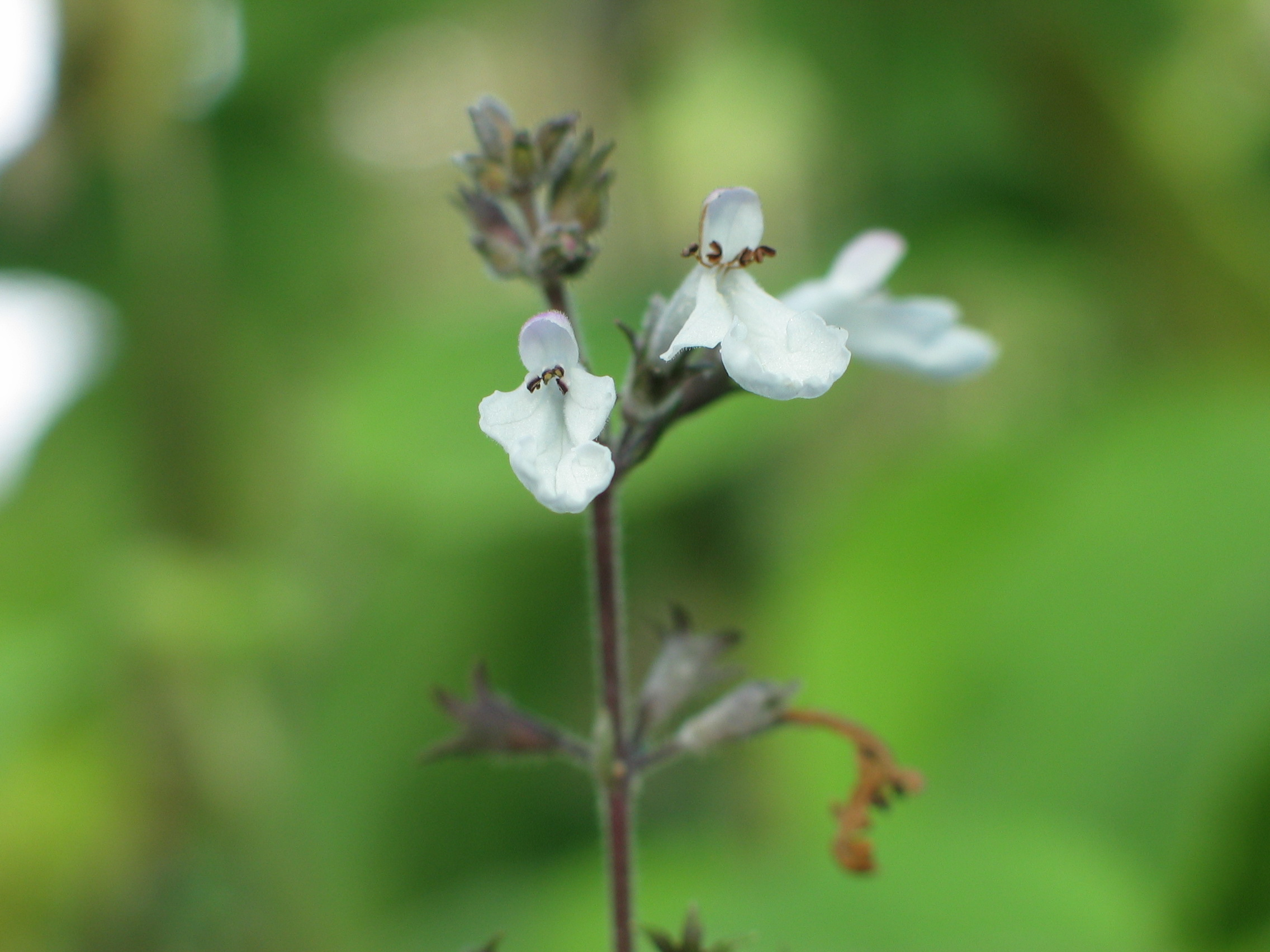
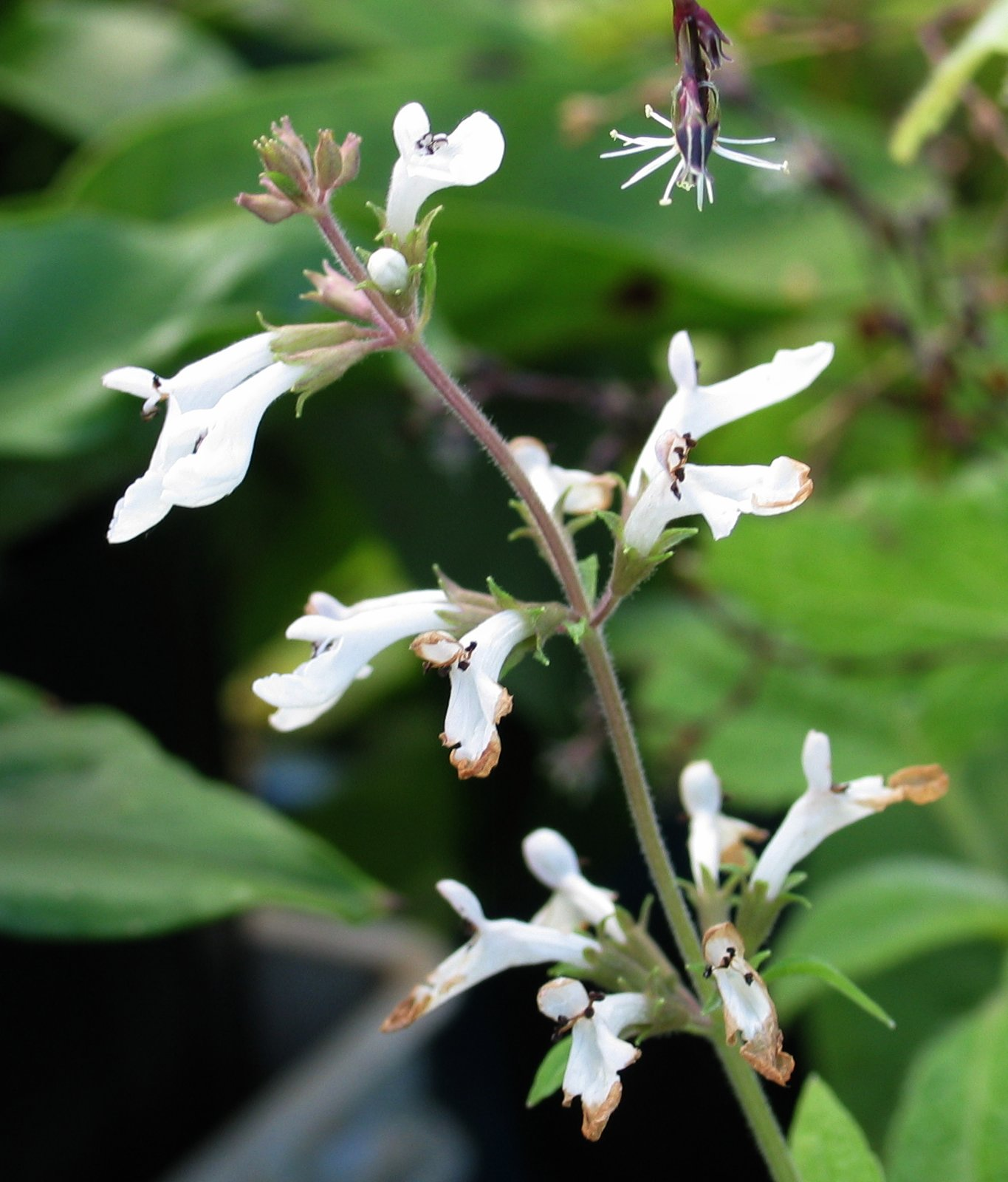